# Леополд фон Шретер
Леополд Шретер Ритер фон Кристели (име се у медицинској литератури често наводи као Леополд фон Шретер; Грац, 5. фебруар 1837 – Беч, 22. април 1908) био је аустријски интерниста и ларинголог. Био је син хемичара Антона Шретера фон Кристелија и отац лекара Хермана Шретер-Кристелија (1870–1928). Његов полубрат (син његовог оца из другог брака) био је познати сликар Алфред Шретер фон Кристели (1851—1935).

## Живот и дело
Леополд Шретер Ритер фон Кристели се прво школовао на Академској Гимназији у Грацу. Године 1861. докторирао је на Универзитету у Бечу, а потом је у Бечу радио као асистент-хирург код Франца Шуха (1804–1865). Од 1863. до 1869. био је помоћник Јозефа Шкоде (1805–1881). Леополд фон Шретер се хабилитирао 1867. године.
После смрти Лудвига Турка (1810–1868), постављен је за шефа катедре ларингологије у Бечу, а три године касније постао је директор прве светске ларинголошке клинике у Општој болници у Бечу (АКХ). Године 1875. постао је ванредни професор ларингологије, а од 1875. до 1881. био је шеф катедре за интерну медицину. Године 1881. постављен је за Примар-арцта (примарног лекара) у Општој болници, а 1890. године именован је за професора и директора Треће медицинске клинике у Бечу.
Поред стручности у области ларингологије, Шретер је упамћен по свом раду на болестима срца и плућа. Шретер се сматра пиониром респираторне ендоскопије. Био је покретачка снага у изградњи Аланд Лунген-хајл-аншталт-а (плућне клинике), установе која је почела да лечи пацијенте 1898. По Шретеру и британском хирургу Џејмсу Паџету названа је Паџет-Шретерова болест. Ова болест се односи на примарну тромбозу аксиларне вене или субклавијске вене.
Мајеров Лексикон из 1888. пише:
"Шретеров значај лежи у његовом донекле револуционарном раду у области болести грла и грудног коша, као и у његовим поузданим дијагнозама и изузетно успешним и вештим операцијама ларинкса. Такође ужива добро утемељену репутацију клиничког наставника".

## Смрт
Леополд фон Шретер је умро 1908. године. Сахрањен је у Средишњем бечком гробљу (Група 14 A, Број 19). 

## Одабране публикације
Међу писаним радовима Леополда фон Шретера налази се и расправа о срчаним болестима која је укључена у Приручник за специјалну патологију и терапију, Хуга Вилхелма фон Цимсена. Друга запажена дела Шретера укључују:
- Допринос лечењу стенозе ларинкса, 1876.
- О локалној анестезији ларинкса, 1881.
- О плућној туберкулози и средствима за њено лечење, 1891.
- Хигијена плућа у здравим и болесним стањима, 1903.
- О изградњи хотела са хигијенског становишта, 1906.